# Blankass
I Blankass sono un gruppo musicale rock francese creato nel 1990 dai fratelli Johan e Guillaume Ledoux del gruppo Zéro de conduite.
Hanno pubblicato 4 album:
- 1996 - Blankass
- 1999 - L'Ère de rien
- 2003 - L'Homme fleur
- 2005 - Elliott

## Formazione
- Guillaume Ledoux: voce e accordion
- Bruno Marande: basso
- Johan Ledoux: chitarra e voce
- Olivier Robineau: batteria
- Philippe Ribaudeau: flauto, sassofono, armonica a bocca
- Nicolas Combrouze: chitarra (fino 2005)
- Nicolas Bravin: chitarra (dopo 2005)
- Cédric Milard: tastiera (dopo 2005)
- Charlie Poggio: batteria (prima del 1994 e dal 2006)

## Riconoscimenti
- Prix Roger Seiller 1997 - Miglior gruppo francese
- Trophée Radio France Perigueux 1997 - Miglior canzone

Nomination:
- Victoires de la musique 1997: Rivelazione dell'anno
- Victoires de la musique 1998: Gruppo dell'anno